# Susanna Stabile
Susanna Stabile (Carini, 22 settembre 1980) è un'ex cestista e allenatrice di pallacanestro italiana.

## Carriera

### Club

#### Gli inizi
Ha iniziato a giocare a 8 anni a Partinico. Ha esordito in A1 con lo Sport Club Alcamo di Cynthia Cooper e Tari Phillips, nel campionato 1995-1996. Con questa squadra ha collezionato 63 presenze in A1 e 130 punti. Successivamente ha militato nel Palermo, Caserta, Basket Bees Treviglio, Montichiari.

#### Pallacanestro Ribera
Nella stagione 2004-05 ritorna in Sicilia, al Banco di Sicilia Ribera (89 presenze e 559 punti in A1) dove resta per tre anni (2004-05, 2005-06, 2006-07) vincendo nel 2006 la Coppa Italia nella Final Six di Schio e partecipando per tre anni alla EuropeCup.

#### Basket Parma
Nel 2007-08 al Lavezzini Parma è la giocatrice più utilizzata e permette alla propria squadra di raggiungere il 5º posto. Nel novembre del 2008 un grave infortunio le fa saltare l'intero campionato 2008-09 e la partecipazione agli Europei 2009 con la Nazionale Italiana.

#### Pool Comense
Nel 2009-10 passa alla Pool Comense, la squadra più blasonata del campionato italiano, con essa raggiunge i play-off nel 2009-10 e nel 2010-11 e diventa Capitano.

#### Sanga Milano
Nell'estate 2011 passa alla Pallacanestro Sanga Milano in Serie A2.
Nel 2013 ha ricevuto il Premio Donia dalla FIP Sicilia come migliore giocatrice siciliana della stagione.

#### Castel Carugate
Nel 2014 passa al basket Carugate, squadra neopromossa in A2. Da veterana, trascina verso una tranquilla salvezza la squadra del milanese.
A Settembre 2015 si appresta ad affrontare il suo ventesimo campionato in serie A. 
Tre campionati da protagonista e poi dice basta. Chiude la carriera proprio a basket Carugate.
La società istituisce il #SusannaStabileDay per la partita di addio al basket giocato e il 12 Aprile 2017 i tifosi si stringono all'atleta con una stepitosa festa. Dalla Lega Basket è arrivata una lettera di saluto da parte del Presidente Massimo Protani, così come dal Presidente del Comitato Regionale Siciliano, Riccardo Caruso.

### Nazionale
Ha collezionato 10 presenze e 45 punti nella Nazionale Italiana.
È assistente allenatrice di coach Luca Andreoli in Azzurro: nel 2023 nell'Italia under 19 ai Mondiali e nel 2024 nell'Italia under 18 agli Europei. Rimane poi nello staff della Nazionale giovanile anche l'anno seguente.

## Palmarès
- Coppa Italia: 1
Banco di Sicilia Ribera: 2006